# Grob G103 Twin Astir
Grob G 103 Twin Astir je dvoumístný středoplošný kluzák kompozitové konstrukce, vyvinutý v sedmdesátých letech 20. století německou společností Grob Aircraft AG, jako dvoumístná verze jednomístného kluzáku G 102 Astir. Grob G 103 Twin Astir byl vyráběn od roku 1977 do začátku osmdesátých let, kdy byl nahrazen novější konstrukcí Twin II.

## Konstrukce kluzáku
Konstrukce jednomístné a dvoumístné varianty je podobná. Mezi základní odlišnosti patří zejména mírně záporný šíp křídel u dvojmístné verze. Trup je tvořen skořepinou z kompozitů, skelných vláken a epoxidové pryskyřice. Křídla jsou také skořepinová, jejich potah tvoří sendvič typu CfC (kompozit-pěna-kompozit). Nosník křídla je vyroben ze sklolaminátu. Dvoudílný kryt pilotního prostoru je vylisován z organického skla. Přistávací zařízení je tvořeno zatahovacím kolem ve spodní části trupu a pevným kolem na zádi. 

## Specifikace

### Technické údaje
- Posádka: 2 osoby
- Délka: 8.1 m
- Rozpětí: 17.5 m
- Výška: 1.60 m
- Plocha křídla: 17.9 m
- Štíhlost křídla: 17.1
- Prázdná hmotnost: 390 kg
- Maximální vzletová hmotnost: 610 kg

### Výkony
- Maximální rychlost (VNE): 250 km/h
- Klouzavost: 38:1
- Minimální rychlost klesání: 0.6 m/s